# Petra Farkas
Petra Beáta Farkas (30 aprile 1999) è una lunghista ungherese.

## Biografia
Attiva nei circuiti nazionali dall'età di 12 anni in varie discipline dell'atletica leggera, Petra Farkas ha esordito a livello continentale nel 2015, concentrandosi poi nel salto in lungo. Ha inanellato consecutivamente due quarti posti nelle gare continentali sia agli Europei allievi 2016 che agli Europei juniores dell'anno seguente. Nel 2018 ha debuttato a livello mondiale arrivando quinta ai Mondiali juniores in Finlandia.
Nel 2019, dopo aver vinto la medaglia d'argento agli Europei under 23 in Svezia, alle spalle della francese Hilary Kpatcha, Petra Farkas ha debuttato con la nazionale seniores ai Mondiali in Qatar, fermandosi però nel corso delle qualificazioni.

## Palmarès
| Anno | Manifestazione  | Sede     | Evento         | Risultato | Prestazione | Note |
| ---- | --------------- | -------- | -------------- | --------- | ----------- | ---- |
| 2016 | Europei U18     | Tbilisi  | Salto in lungo | 4ª        | 6,08 m      |      |
| 2017 | Europei U20     | Grosseto | Salto in lungo | 4ª        | 6,28 m      |      |
| 2018 | Mondiali U20    | Tampere  | Salto in lungo | 5ª        | 6,16 m      |      |
| 2019 | Giochi europei  | Minsk    | Salto in lungo | 8ª        | 6,24 m      |      |
| 2019 | Europei U23     | Gävle    | Salto in lungo | Argento   | 6,55 m      |      |
| 2019 | Mondiali        | Doha     | Salto in lungo | 23ª (q)   | 6,44 m      |      |
| 2021 | Europei U23     | Tallinn  | Salto in lungo | Oro       | 6,73 m      |      |
| 2023 | Mondiali        | Budapest | Salto in lungo | 27ª (q)   | 6,37 m      |      |
| 2024 | Giochi olimpici | Parigi   | Salto in lungo | 21ª (q)   | 6,40 m      |      |